# Индрадатта
Индрадатта — правитель в Древней Индии в V веке.
Индрадатта был родоначальником Трайкутакской династии, правившей в Конкане и Апаранте в IV—V веках. При этом, как отметил Э. Рэпсон, имя Индрадатты известно только из монет его сына Дахрасены. По мнению Г. Соккера, Индрадатта царствовал в 415—440 годах.